# Pyxicephalus edulis
Pyxicephalus edulis  (лат.) — вид земноводных семейства Pyxicephalidae.
Общая длина достигает 8—12, иногда 15 см. Наблюдается половой диморфизм — самцы крупнее самок. Имеет массивное туловище, переходящее в голову без выраженного шейного перехвата. Рот очень большой. На спине и по бокам располагаются продольные складки кожи разной длины. Кожа бугристая на спине и по бокам, гладкая на брюхе.
Окраска верхней стороны тела варьирует от ярко-зелёного до бурого, иногда с тёмными пятнами или светлой полосой по хребту. Низ беловатый или кремовый, иногда с тёмными пятнами на горле. На внутренней стороне бёдер и под мышками могут быть яркие оранжево-красные пятна.
Любит сухие и влажные саванны, сезонно влажные или затопленные луга, болота, пресноводные озёра и болота, пашни, луга, пруды, каналы, канавы, искусственные карсты. Питается беспозвоночными, мелкими грызунами, небольшими земноводными.
Спаривание начинается в сезон дождей. Самка откладывает 2000—3000 яиц. Головастики появляются через 2 дня. Метаморфоз длится до 2-х недель.
Эту лягушку местные жители употребляют в пищу.
Вид распространён в Бенине, Ботсване, Камеруне, Гамбии, Кении, Малави, Мавритании, Мозамбике, Нигерии, Сенегале, Сомали, Эсватини, Танзании, Замбии, Зимбабве. Редко встречается в Буркина-Фасо, Чаде, Кот-д'Ивуаре, Гане, Гвинее, Мали, Намибии, Уганде, Центральноафриканской Республике, Демократической Республике Конго, Южном Судане, Того.